# الهجرة (اظلم)

تعديل مصدري - تعديل

الهجرة محلة تابعة لقرية خلقة، التابعة لعزلة ظلم بمديرية النادرة إحدى مديريات محافظة إب في الجمهورية اليمنية، بلغ تعداد سكانها 170 حسب تعداد اليمن لعام 2004.